# MDNA
MDNA — двенадцатый студийный альбом американской певицы и автора песен Мадонны, выпущенный 23 марта 2012 года компанией Interscope Records. Это первый альбом Мадонны, выпущенный не компанией Warner Bros. Records, с которой певица сотрудничала с 1982 года. Помимо самой Мадонны, альбом продюсировали Але Бенасси, Бенни Бенасси, Demolition Crew, Free School, Michael Malih, Indiigo, Уильям Орбит и Мартин Сольвейг. Песни альбома затрагивают темы связанные с клубной жизнью, наркотиком MDMA, любовью к музыке, беззрасудной страстью, местью, а также с расставанием и разлукой.
Альбом получил преимущественно позитивные отзывы от критиков и побывал на вершинах хит-парадов большинства стран, включая США, Великобританию, Австралию, Канаду, Италию и Испанию. В Австралии и Великобритании певица установила новый рекорд по количеству альбомов № 1 для сольного исполнителя, однако в США альбом совершил рекордное падение в процентах продаж на 2-й неделе (упав с 1-го на 8-е место Billboard 200). MDNA стал одним из двадцати самых продаваемых альбомов 2012 года, его продажи по всему миру составляют более двух миллионов копий. Он принёс Мадонне три победы из трёх номинаций на премии Billboard Music Awards 2013.
Первым синглом стала композиция «Give Me All Your Luvin'», записанная при участии M.I.A. и Ники Минаж. Эта песня стала рекордным 38-м хитом первой десятки Billboard Hot 100 в США, побив предыдущее достижение певицы. Вторым синглом, выпущенным 2 марта 2012 года, стала песня «Girl Gone Wild», в клипе на которую снялись участники украинской группы Kazaky. В США сингл занял первую строчку в чарте Hot Dance Club Songs. Третьим синглом стала композиция «Turn Up the Radio». Перед релизом альбома 5 февраля 2012 года Мадонна выступила на игре «Super Bowl». В мае 2012 года она отправилась в турне MDNA Tour в поддержку альбома, ставшее самым длительным турне за всю карьеру артистки (88 концертов).

## Предыстория
Всё-таки замечательно, что я вернулась в музыку. Мне нравится близость студии и песен. Я использую одну часть моего мозга, когда работаю над музыкой, а другую — когда я работала над фильмом. Были миллионы отснятых плёнок, куча людей, а я не имела возможности петь, кричать... прыгать. Это совсем другое. Я люблю делать так, и это хорошо, когда есть простота песен. После трёх лет написания сценария, режиссуры и монтажа и бесконечных интервью о моём фильме, я наконец смогла сесть, играть на гитаре и петь песни. Я чуть не расплакалась.
В декабре 2010 года Мадонна опубликовала сообщение на странице в Facebook: «Это официально! Я хочу двигаться. Я хочу попотеть. Я хочу записать новую музыку! Музыку, под которую я буду танцевать. Я ищу безбашенных, сумасшедших, зверских людей, с которыми буду сотрудничать. Я всё сказала. […]». Она также встретилась с Уильямом Орбитом после десятилетнего перерыва их сотрудничества. Мадонна говорила: «С Уильямом у меня нет разногласий. Мы работали над музыкой вместе много лет и понимаем друг друга с полуслова. Он знает мой вкус и то, что мне нравится». В июле 2011 года Мадонна пригласила Сольвейга для сессионной записи в Лондон. Изначально Мадонна пригласила Сольвейга для осуществления идеи одной песни, которая переросла в целые три «Give Me All Your Luvin'», «Turn Up the Radio» и «I Don’t Give A». В интервью Billboard Сольвеиг заявил, что статус продюсера Мадонны в некоторой степени его напугал, но затем он решил избегать «думать о легенде и делать то, что действительно имеет смысл». Мадонна также задействовала ещё целый ряд продюсеров, в том числе братьев Бенасси, The Demolition Crew, Майкла Малиха и Indiigo. Она также пригласила к сотрудничеству певиц-рэперов Ники Минаж и M.I.A.. Мадонна хотела работать с «женщинами […] у которых есть очень сильная внутренняя жилка» и она нашла «пару, с которыми действительно весело везде». Ссылаясь на M.I.A., Мадонна заявила: «Я не думаю, что она впечатлила многих звезд и знаменитостей, так что мы просто взялись за дело. Я люблю её».
15 декабря Мадонна сообщила, что альбом будет выпущен весной 2012 года компанией Live Nation Entertainment, контракт с которой был подписан в 2007 году. Контракт заключён на три альбома, в который входит «MDNA». В конце 2011 года читатели журнала Billboard признали альбом Мадонны самым ожидаемым альбомом 2012 года.

## Название и обложка
Название альбома Мадонна объявила во время интервью на Шоу Грэма Нортона 11 января 2012 года. Мартин Сольвейг рассказал, что идею с названием предложила певица M.I.A., отметив, что «инициалы всегда представляют собой что-то нечто забавное. Вы должны назвать альбом MDNA, поскольку это явно интересное сокращение имени Мадонны. Тогда мы поняли, что появилось множество различных интерпретаций понимания, наиболее важными из которых стало «ДНК Мадонны». При обсуждении альбома на программе The Tonight Show с Джеем Лено, Мадонна объяснила, что название альбома является тройным ребусом, представляющим инициалы её имени и аббревиатуру ДНК. Она также предположила, что название является ссылкой на наркотик MDMA или экстази, который обеспечивает «эйфорию чувств любви». Название было осуждено Люси Доу, пресс-секретарём антинаркотической кампании Cannabis Skunk Sense. Она рассказала газете The Sun, что выбор Мадонны в названии альбома был «плохим решением».
Обложка альбома была создана Мертом и Маркусом, а также режиссёром Джованни Бианко. Обложка подарочного издания была опубликована на официальной странице Мадонны на Facebook 31 января 2012 года. По мнению Джоселин Вена из MTV, на обложке певица напоминает «петуха со взъерошенными волосами. Глаза подчеркнуты яркой тушью, губы накрашены алой помадой, на шее надето розовое колье. Фото пропущено через фильтр, напоминающий граненное стекло, что придает изображению фанковой атмосферы». Джефф Джайлс из PopCrush прокомментировал: «состоящий из красочных осколков снимок Мадонны, преподнесший её в классическом образе гламурной блондинки, обложка MDNA является сильным экспериментом, оставаясь при этом реминисценцией на работы 80-х годов». Робби Дау из Idolator сравнил обложку с альбомом True Blue (1986), отметив, что обе выполнены в схожем ключе. Обложка стандартного издания появилась 6 февраля 2012 года. Эмили Хьюитт из британской газеты Metro писала, что «в стандартном издании обложка сделана из фотографии певицы в полный рост до колен, на которой она одета в облегающее алое платье и перчатки без пальцев, в отличие от изображения лица на обложке подарочного издания».

## Релиз и продвижение
3 февраля 2012 года, делюкс издание альбома было доступно для предварительного заказа в 51-й стране интернет-магазина iTunes. За несколько часов альбом оказался на первых местах среди самых покупаемых альбомов в 50 странах, что дало Мадонне право установить новый рекорд.
Для пользователей из России, Белоруссии, Казахстана и Украины альбом доступен для свободного прослушивания и скачивания на сервисе Яндекс.Музыка с 23 марта, на три дня раньше мировой премьеры.

### Выступление на игре «Super Bowl»

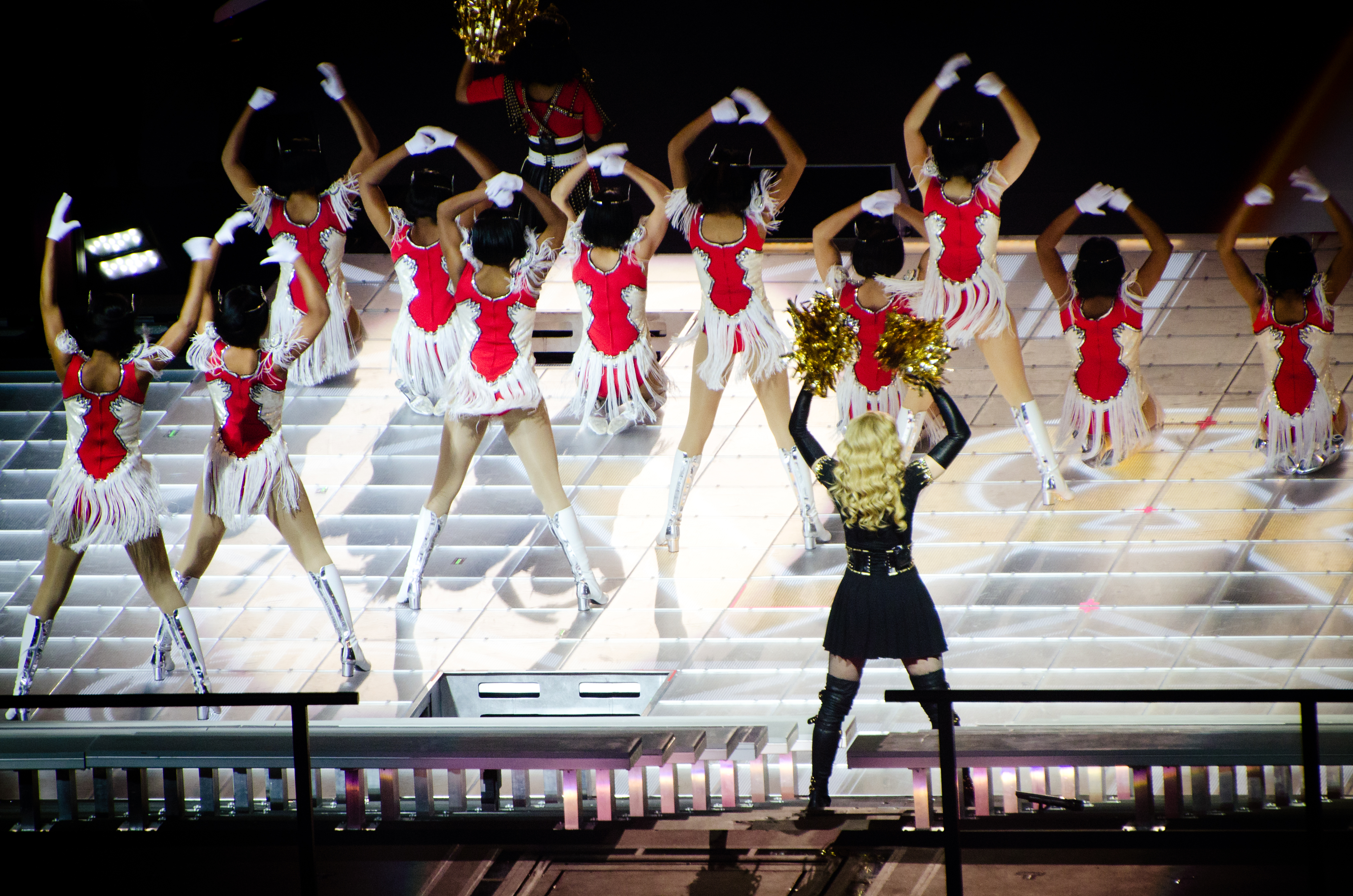
Мадонна на Супербоуле.

Мадонна выступила на 46 игре Супербоула, который был показан на телеканале NBC 5 февраля 2012 года. Поп-королева исполнила попурри из своих легендарных песен: «Vogue», «Music», «Open Your Heart», «Express Yourself» и «Like a Prayer». Она также представила свой новый сингл «Give Me All Your Luvin’» в компании с Ники Минаж и M.I.A. Выступление Мадонны на Супербоуле установило множество рекордов, один из которых — аудитория. Сам матч просмотрело 111,3 млн человек, а выступление Мадонны — более 114 млн телезрителей. Также в сети микроблога Twitter был установлен новый рекорд: во время выступления Мадонны в перерыве матча пользователи в среднем отправляли 8 тысяч сообщений в секунду.

#### The MDNA Tour
См.также: The MDNA Tour
7 февраля 2012 был анонсирован девятый мировой тур Мадонны, который стал самым масштабным туром в её карьере. The MDNA Tour включал в себя 88 шоу, которые начались 31 мая в Тель-Авиве и закончились 22 декабря 2012 года.

## Синглы
«Give Me All Your Luvin’» — первый сингл с альбома, выпущен 3 февраля 2012. Утечка демоверсии песни, известной как «Give Me All Your Love», произошла 8 ноября 2011 года. Всего через неделю после того, как новый сингл вошёл на низком 37-м месте, песня, которая была исполнена перед 114 миллионами телезрителями, наблюдавших выступление певицы на игре Супербоул в США, на этой неделе опустилась на 51-ю строку.
«Girl Gone Wild» стал вторым синглом с альбома и был выпущен 2 марта 2012 года. В клипе на песню снялись участники украинской группы Kazaky. 10 февраля 2012 года Мадонна дала интервью Райану Сикресту, в котором подтвердила, что песня «Girl Gone Wild» будет выпущена в качестве второго сингла.
Также 13 июля 2012 года в Германии как официальный сингл вышла песня «Masterpiece», ставшая саундтреком к фильму Мадонны МЫ. Верим в любовь. 2 апреля в Великобритании песня вышла как промосингл исключительно для радио. Менеджер Мадонны Гай Осири написал в своём Твиттере, что песня «Turn Up the Radio» выйдет третьим синглом с альбома.

## Профессиональные рецензии
| Совокупная оценка    | Совокупная оценка |
| Источник             | Оценка            |
| -------------------- | ----------------- |
| Metacritic           | 66/100            |
| Оценки критиков      |                   |
| Источник             | Оценка            |
| BBC Music            | положительная     |
| Billboard            | положительная     |
| Entertainment Weekly | B-                |
| The Guardian         | [ 38 ]            |
| The Independent      | [ 39 ]            |
| musicOMH             | [ 40 ]            |
| Pitchfork            | 4,5/10            |
| Rolling Stone        | [ 42 ]            |
| Slant Magazine       | [ 43 ]            |
| USA Today            | [ 44 ]            |

Альбом получил от критиков в целом положительные рецензии, однако было отмечено, что альбом нужно слушать только в очень хорошем качестве, иначе он сильно теряет. По оценкам Metacritic он был оценён лучше Hard Candy, но хуже Confessions on a Dance Floor.
Газета The Independent поставила релизу 4 балла и констатировала, что «Мадонна демонстрирует новому поколению певиц, что она всё ещё самая-самая». Также отмечено, что альбом «являет собой решительное, серьёзное возвращение настоящей Мадонны после средненького альбома Hard Candy, на котором её хип-хоп сопродюсеры не проявили свои таланты в той мере, что можно было рассчитывать». Газета Daily Mirror также дала альбому 4 из 5 со словами, что «Мадонна по-прежнему раздвигает границы» и «выдаёт один из своих самых лирически интимных альбомов». Издание пишет, что альбом «не выходит на высоты Confessions on a Dance Floor, но легко превосходит American Life и Music». Газета The Guardian высказалась об MDNA, как об «альбоме, синглы с которого слабые, но сам он содержит блистательно сумасшедшие вещи». Журнал The Attitude также оценил его на 4 из 5 и похвалил его более серьёзную, но в то же время весёлую концепцию: «Мадонна делает здесь то, что умеет делать лучше всего. Хотя на первый взгляд это просто танцевальная музыка, она туда закладывает что-то намного большее». Американский журнал Billboard высказался, что этот альбом снова упрочит Мадонну в статусе королевы поп-музыки: «MDNA — это тщательно подобранное собрание пульсирующих поп-мелодий, некоторые из которых просто блестящи. Мадонна не только переносит нас в ночной клуб. Она истощает, измождает и доверяется нам». NME резюмирует, что «Мадонна вернулась», и досадует, что «Masterpiece» не был заменён на «Beautiful Killer». Rolling Stone отмечает, что альбом более чем наполовину посвящён бывшему мужу Гаю Ричи и неоднозначным чувствам Мадонны к нему: сильная любовь, превращающаяся в не менее сильную ненависть в «Gang Bang» — ключевой трек. А строки «женился бы ты на мне, будь я бедна» в «Love Spent» и «у меня не было брачного контракта» (Гай получил большую часть её состояния после развода) — главные маркеры альбома. Издание также отмечает, что это искренний альбом, и он безусловно заслуживает многократного прослушивания.

## Коммерческий успех
За первую неделю продаж в Великобритании тираж MDNA составил 34 000 экземпляров, и он занял вершину британского хит-парада. Он стал 12-м альбомом номер один Мадонны в этой стране, и таким образом певица преодолела рекорд Элвиса Пресли. В США было продано 359 000 экземпляров в первую неделю, и он также дебютировал на первом месте Billboard 200.

## Список композиций
| №   | Название                                                     | Длительность |
| --- | ------------------------------------------------------------ | ------------ |
| 1.  | «Girl Gone Wild»                                             | 3:43         |
| 2.  | «Gang Bang»                                                  | 5:26         |
| 3.  | «I’m Addicted»                                               | 4:33         |
| 4.  | «Turn Up the Radio»                                          | 3:46         |
| 5.  | «Give Me All Your Luvin'» (featuring Nicki Minaj and M.I.A.) | 3:22         |
| 6.  | «Some Girls»                                                 | 3:53         |
| 7.  | «Superstar»                                                  | 3:55         |
| 8.  | «I Don’t Give A»                                             | 4:19         |
| 9.  | «I’m a Sinner»                                               | 4:52         |
| 10. | «Love Spent»                                                 | 3:46         |
| 11. | «Masterpiece»                                                | 3:59         |
| 12. | «Falling Free»                                               | 5:13         |

| №   | Название                                                                        | Автор(ы)                                                                       | Продюсер(ы)                                       | Длительность |
| --- | ------------------------------------------------------------------------------- | ------------------------------------------------------------------------------ | ------------------------------------------------- | ------------ |
| 13. | «Beautiful Killer»                                                              | Madonna, Solveig, Tordjman                                                     | Madonna, Solveig                                  | 3:49         |
| 14. | «I Fucked Up»                                                                   | Madonna, Solveig, Jabre                                                        | Madonna, Solveig                                  | 3:29         |
| 15. | «B-Day Song» (featuring M.I.A.)                                                 | Madonna, Arulpragasam, Solveig                                                 | Madonna, Solveig                                  | 3:33         |
| 16. | «Best Friend»                                                                   | Madonna, A. Benassi, B. Benassi                                                | Madonna, Demolition Crew, B. Benassi*, A. Benassi | 3:20         |
| 17. | «Give Me All Your Luvin» ((Party Rock Remix) (featuring LMFAO and Nicki Minaj)) | Madonna, Solveig, Minaj, Arulpragasam, Tordjman                                |                                                   | 4:02         |
| 18. | «Love Spent» (Acoustic)                                                         | Madonna, Orbit, Baptiste, Hamilton, Alain Whyte, Ryan Buendia, Michael McHenry | Madonna, Orbit                                    | 4:24         |

## Чарты
| Чарт (2012)                                | Высшая позиция |
| ------------------------------------------ | -------------- |
| Argentine Albums (CAPIF)                   | 5              |
| Argentine Albums (CAPIF) Deluxe version    | 1              |
| Австралия (ARIA)                           | 1              |
| Австрия (Ö3 Austria)                       | 3              |
| Бельгия/Фландрия (Ultratop)                | 1              |
| Бельгия/Валлония (Ultratop)                | 3              |
| Brazilian Albums (Billboard)               | 1              |
| Канада (Canadian Albums Chart)             | 1              |
| Чехия (ČNS IFPI)                           | 1              |
| Дания (Hitlisten)                          | 2              |
| Нидерланды (Album Top 100)                 | 1              |
| Финляндия (Suomen virallinen lista)        | 1              |
| Франция (SNEP)                             | 2              |
| Германия (Offizielle Top 100)              | 3              |
| Greek Albums (IFPI)                        | 1              |
| Венгрия (MAHASZ)                           | 1              |
| Indian Albums (Planet M)                   | 1              |
| Ирландия (IRMA)                            | 1              |
| Италия (Classifica album)                  | 1              |
| Япония (Oricon)                            | 4              |
| Mexican Albums (AMPROFON)                  | 1              |
| Новая Зеландия (RMNZ)                      | 3              |
| Норвегия (VG-lista)                        | 2              |
| Польша (ZPAV)                              | 1              |
| Португалия (AFP)                           | 2              |
| Russian Albums (2М)                        | 1              |
| Шотландия (Scottish Albums Chart)          | 1              |
| South African Albums (RISA)                | 17             |
| Республика Корея (Circle) · Deluxe Version | 20             |
| Испания (PROMUSICAE)                       | 1              |
| Швеция (Sverigetopplistan)                 | 1              |
| Швейцария (Schweizer Hitparade)            | 2              |
| Великобритания (UK Albums Chart)           | 1              |
| США (Billboard 200)                        | 1              |
| США (Billboard Dance/Electronic Albums)    | 1              |

| Чарт (2012)                           | Высшая позиция |
| ------------------------------------- | -------------- |
| Uruguayan Albums (CUD)                | 13             |
| Uruguayan Albums (CUD) Deluxe version | 5              |

| Чарт (2012)                                       | Позиция |
| ------------------------------------------------- | ------- |
| Argentine Albums (CAPIF)                          | 58      |
| Argentine Albums (CAPIF) Deluxe version           | 25      |
| Australia Dance Albums (ARIA)                     | 19      |
| Belgian Albums (Ultratop Flanders)                | 40      |
| Belgian Albums (Ultratop Wallonia)                | 23      |
| Canadian Albums (Billboard)                       | 40      |
| Danish Albums (Hitlisten)                         | 33      |
| Dutch Albums (MegaCharts)                         | 38      |
| Finnish Foreign Albums (Suomen virallinen lista)  | 10      |
| French Albums (SNEP)                              | 44      |
| German Albums (Offizielle Top 100)                | 76      |
| Hungarian Albums (MAHASZ)                         | 12      |
| Hungarian Albums & Compilations (MAHASZ)          | 35      |
| Italian Albums (FIMI)                             | 15      |
| Japanese Albums (Oricon)                          | 83      |
| Mexican Albums (AMPROFON)                         | 48      |
| Polish Albums (ZPAV)                              | 26      |
| Russian Albums (2М)                               | 1       |
| Spanish Albums (PROMUSICAE)                       | 23      |
| Swedish Albums (Sverigetopplistan)                | 39      |
| Swedish Albums & Compilations (Sverigetopplistan) | 61      |
| Swiss Albums (Schweizer Hitparade)                | 32      |
| UK Albums (OCC)                                   | 81      |
| US Billboard 200                                  | 44      |
| US Dance/Electronic Albums (Billboard)            | 2       |
| Worldwide (IFPI)                                  | 12      |

| Чарт (2015)                   | Позиция |
| ----------------------------- | ------- |
| Australia Dance Albums (ARIA) | 48      |

## Сертификации и продажи
| Регион | Сертификация  | Продажи   |
| --- | ------------- | --------- |
| Аргентина (CAPIF) | Золотой       | 20 000^   |
| Австралия (ARIA) | Золотой       | 35 000^   |
| Австрия (IFPI Austria) | Золотой       | 10 000*   |
| Бразилия (ABPD) | 2× Платиновый | 100,000   |
| Канада | —             | 32,000    |
| Колумбия | 2× Платиновый |           |
| Дания (IFPI Danmark) | Золотой       | 10 000^   |
| Финляндия (Musiikkituottajat) | Золотой       | 10,908    |
| Франция (SNEP) | Платиновый    | 150,000   |
| Германия (BVMI) | Золотой       | 100 000^  |
| Венгрия (Mahasz) | Золотой       | 3000^     |
| Индия | Золотой       |           |
| Италия (FIMI) | Платиновый    | 60 000*   |
| Япония (RIAJ) | Золотой       | 100 000^  |
| Мексика (AMPROFON) | Золотой       | 30 000^   |
| Нидерланды (NVPI) | Золотой       | 25 000^   |
| Польша (ZPAV) | Платиновый    | 20 000*   |
| Португалия (AFP) | Золотой       | 7500^     |
| Россия (NFPF) | 7× Платиновый | 70 000*   |
| Республика Корея | —             | 2,770     |
| Испания (PROMUSICAE) | Золотой       | 30,000    |
| Швеция (GLF) | Золотой       | 20 000    |
| Турция | —             | 30,000    |
| Великобритания (BPI) | Золотой       | 140,000   |
| США (RIAA) | Золотой       | 539,000   |
| Итого |               |           |
| Мир | —             | 2,000,000 |
| * Данные о продажах приведены только на основе сертификации. · ^ Данные о тиражах приведены только на основе сертификации. · Данные о продажах + прослушиваниях приведены только на основе сертификации. |               |           |

1. ↑  Canadian sales as of March 2012 according to Nielsen SoundScan.[121]
2. ↑  In South Korea, MDNA sold in the first two-months a total of 2,770 copies: 1,720 for the deluxe version and 1,050 for the standard.[135]